# Sørfjorden (Kvænangen)
 For alternative betydninger, se Sørfjorden. (Se også artikler, som begynder med Sørfjorden)
Sørfjorden (nordsamisk Suvdovuotna) er den inderste del af fjorden Kvænangen i Kvænangen kommune i Troms og Finnmark fylke i Norge. Fjorden er omkring 10 kilometer lang og begynder ved Lillestraumen, et smalt sund mellem Ytreneset på vestsiden af fjorden og Indreneset i øst. Den går først i sydøstlig retning mod Kvænangsbotn, men drejer så vestover og fortsetter ind til Sørfjordbotn.
Bygden Kvænangsbotn ligger længst mod syd i fjorden, og der findes flere mindre bebyggelser spredt langs fjorden. Fylkesvej 367 (Troms) går langs øst- og sydsiden af fjorden.
Flere større elve munder ud i Sørfjorden. De to vestligste, Ábojohka og Njemenjáikojohka, er forbundet med Kvænangsbotn kraftværk som har udløb i Sørfjorden. Længere mod øst munder de uregulerede og beskyttede elve Kvænangselva og Nordbotnelva ud i fjorden.